# Passiflora lutea
Passiflora lutea és una espècie de planta en la família Passifloraceae. És nativa d'Amèrica del Nord. Està llistada com una espècie en perill d'extinció en l'estat de Pennsilvània.